# Hygrothermie
L'hygrothermie caractérise la température et le taux d'humidité de l'air ambiant d'un local. C'est une mesure fréquente dans le domaine du bâtiment où l'on recherche un confort hygrothermique idéal pour la santé des habitants et des infrastructures. 
Assurer un confort hygrothermique signifie assurer une température constante en toute saison (entre 18 et 20 °C), un taux d'humidité de 40 à 60 % et une différence maximale de température entre l'air intérieur et les parois de 3 °C. Ceci doit permettre d'éviter le dessèchement des muqueuses ou la sensation d'étouffement par excès d'humidité, la condensation sur les murs et donc les effets de moisissure, la dégradation de certains types d'enveloppe des bâtiments et la dégradation des isolants. 
Les paramètres du confort hygrothermique sont : l'isolation thermique des parois, la protection solaire des parois vitrées, la ventilation, la régulation et disposition des systèmes de chauffage et de refroidissement.

## Sources
(fr) http://www-energie2.arch.ucl.ac.be/